# Daša Drndić
Daša Drndić, née le 10 août 1946 à Zagreb et décédée le 5 juin 2018 à Rijeka, est une écrivaine croate.

## Biographie
À partir de 1953, elle vit à Belgrade, fait des études de langue et littérature anglaises à la faculté de philologie de l’université de Belgrade.
Elle étudie en 1971 la dramaturgie à l'université du Sud de l'Illinois à Carbondale, avec une Bourse Fulbright, puis à l'université Case Western Reserve à Cleveland.
Elle travaille comme traductrice littéraire, professeure d'anglais, dramaturge (au troisième programme de Radio Belgrade) et rédactrice en chef du programme dramatique télévisé.
Elle est l'auteur d'une série de pièces radiophoniques.
Au début des années 1990, elle s’installe à Rijeka. De 1995 à 1997, elle réside au Canada.
Elle termine son doctorat à la Faculté de philosophie de l’université de Rijeka, en littérature britannique et création littéraire au département d'anglais.
Elle a été membre de la Société croate des écrivains et du PEN Club croate.
Ses romans Sonnenschein (Trieste en anglais) et Belladonna lui ouvrent une audience internationale.
Elle meurt à 71 ans d'un cancer.
Sa fille est diplômée de l'Académie des arts appliqués de Rijeka, et d'un troisième cycle à Tallin (Estonie).

## Œuvres

### Proses
- Put do subote, 1982.
- Kamen s neba, 1984.
- Marija Częstohowska još uvijek roni suze ili Umiranje u Torontu, 1997.
- Canzone di guerra, 1998.
- Totenwande, 2000.
- Doppelgänger, 2002[1].
- Leica format, 2003.
- Sonnenschein, 2007.
- April u Berlinu, 2009.
- Belladonna, 2012[2].
- EEG, 2016[3].

### Drames radiophoniques
- Pupi
- Artur i Isabella
- Izgubljeni u obećanoj zemlji
- Crkva u Hrvatskoj
- Djeca našeg doba
- O poljskim Židovima
- Subota
- Begonije
- Mate Balota (documentaire)
- Bića noći (docudrame)
- Mali dani
- Zov jarebica (documentaire)
- Zemljo moja (documentaire)
- Istarska početnica (documentaire)
- Sa starih fotografija
- I djeca umiru
- U ime oca
- Bolnica (documentaire)
- Izgubljeni i nađeni (documentaire)
- Ćuprija na Drini (documentaire)
- Muževi Lile Weiss, 2005.
- Oh, Happy Day, 19/3/2007[4],[5].

## Récompenses
- 2019 : sélection du Prix Republic of Consciousness pour Doppelgänger, traduit par Celia Hawkesworth & SD Curtis (Istros Books (en))
- 2014 : Prozart[6], Prix littéraire international
- 2013 : Prix Kiklop pour Belladonna
- 2007 : Prix Kiklop 2007 pour Sonnenschein
- 2007 : Prix Fran Galović 2007 pour le roman Sonnenschein
- Premier prix du prix Radiodiffusion de Radio Belgrade pour La fête des pères
- Deuxième prix au concours de la radio de Zagreb pour Mali Dani Radio Sharing
- Deuxième prix du concours de la radio de Belgrade pour Begonia's Broadcasting 1989
- Fedor, prix de l'Association des aveugles de Yougoslavie, pour la diffusion de Lost and Found